# محمد خالد (بازیکن بسکتبال)
محمد خالد (انگلیسی: Mohamed Khaled؛ زادهٔ ۲۶ آوریل ۱۹۶۵) بازیکن بسکتبال اهل مصر بود.